# 田舎の婚礼の交響曲
交響曲《田舎の婚礼》（ドイツ語: Ländliche Hochzeit）作品26は、カール・ゴルトマルクが1875年に作曲した作品であり、通し番号は付けられていないが、2つあるうちの最初の交響曲である。翌年には名高い《ヴァイオリン協奏曲 第1番 イ短調》が作曲されており、どちらの作品もゴルトマルクの脂の乗り切った時期の所産である。なお、題名の訳については、《田舎の結婚式》《村の婚礼》《村の結婚式》などの例があり、作品そのものを《田舎の婚礼の交響曲》《村の結婚式の交響曲》などと呼ぶ場合もある。以下においては《田舎の婚礼の交響曲》とする。

## 初演と評価
1876年3月5日にハンス・リヒターの指揮によってウィーンで初演された。ゴルトマルクの散歩仲間だったヨハネス・ブラームスは、「あれは君の今までの仕事の中で最高の曲だよ。単純明快で申し分なく、ユーピテルの頭から出てきたミネルウァのように、いきなり完成された姿で出来上がったんだからね」とゴルトマルクに語ったという（ブラームスの《交響曲 第1番 ハ短調》が初演されるのは同年11月のことである）。アメリカ初演は翌年1月13日にセオドア・トマスの指揮により、ニューヨーク・フィルハーモニー管弦楽団によって行われた。
《田舎の婚礼の交響曲》は、トマス・ビーチャム卿やレナード・バーンスタインのような大指揮者も好んで取り上げており、このほかに録音した指揮者に、モーリス・アブラヴァネルやアンドレ・プレヴィン、ヨンダーニ・バット、スティーヴン・ガンゼンハウザー、ヘスス・ロペス＝コボスがいる。

## 楽器編成
フルート2、オーボエ2、クラリネット2、ファゴット2、ホルン4、トランペット2、トロンボーン3、ティンパニ、トライアングル、シンバル、弦楽五部。

## 構成
本作は、交響曲の標準的な構成に従ってはおらず、「組曲」と名付けられてもおかしくはなかった。通常の4楽章構成ではなく5楽章というのは、ベートーヴェンの《「田園」交響曲》やベルリオーズの《幻想交響曲》、シューマンの《「ライン」交響曲》に同じである。ゴルトマルクは曲に特定の標題を付けてはいないが、楽章ごとに、農村の結婚式の情景を示唆するような題名を付けている。愉悦感とユーモアという、いかにも中欧らしい魅力に満ち溢れた作品である。

### 第1楽章「婚礼の行進」
第1楽章は「婚礼の行進（Hochzeitsmarsch）」と題されており、行進曲調の主題に13の変奏が続く。変奏曲は交響曲によく利用されるが、第1楽章に登場するというのはきわめて異例である。各変奏では、速度や拍子、リズム、音色、テクスチュア、雰囲気、調性、和声が絶え間なく変化しており、ゴルトマルクの職人芸が発揮されている。
- 主題：チェロとコントラバスが呈示する。讃美歌『神の御子は今宵しも』に似た旋律が奏でられる。
  - 第1変奏：ホルン、クラリネット、フルートによる演奏
  - 第2変奏「ポコ・アニマート」：ヴァイオリンを導入
  - 第3変奏：オーケストラ全奏
  - 第4変奏「アンダンテ・コン・モート」、変ロ短調：ヴァイオリン
  - 第5変奏「アレグレット」： コントラバス、ファゴット、ホルン
  - 第6変奏「アレグロ・ヴィヴァーチェ」：ホルン、ファゴット、フルート、ヴァイオリン
  - 第7変奏：短調。
  - 第8変奏「アレグロ・スケルツァンド」：弦楽合奏と高音の木管楽器
  - 第9変奏：短調。コントラバス、ヴァイオリン、フルート
  - 第10変奏「モルト・ヴィヴァーチェ」。ヴァイオリン。それ以外の弦楽器はピチカート奏法による。
  - 第11変奏「アンダンテ・コン・モト」：ヴァイオリン、オーボエ、クラリネット
  - 第12変奏「モデラート」：独自の旋律による新しい主題。オーボエ、ファゴット、ヴィオラ、2人のヴァイオリン独奏による。
  - 第13変奏：短いファンファーレの後に、独自の主題が演奏される。オーケストラ全奏で盛り上がった後、やがてひっそりと終結する[7]。

### 第2楽章「婚礼の唄」
新郎新婦の唄（Brautlied）。文字通りの歌謡楽章である。  

### 第3楽章「セレナーデ」
開始とともに2つのオーボエが主題を奏で、やがて弦楽合奏がそれを敷衍する。オーボエとクラリネット、ファゴット、チェロによってバグパイプの音色の模倣が行われる。

### 第4楽章「庭園にて」
「庭園にて（Im Garten）」は、2つめの抒情的な緩徐楽章である。中間部で変ホ短調に転調する。

### 第5楽章「舞踊」
「ダンス」と呼ばれる終楽章は、ソナタ形式で作曲された唯一の楽章である。フーガに始まる。「庭園にて」の主題がつかのま回想された後、舞曲が戻ってきて大賑わいのうちに終結を迎える。 

## 註
1. ↑  David Ewen: Music for the Millions – The Encyclopedia of Musical Masterpieces
2. ↑  The Free Dictionary
3. 1 2 3  Joseph Braunstein, notes to Abravanel recording
4. ↑  classical.source.com
5. ↑  Harriet Cunningham, review of Sydney Symphony performance, Sydney Morning Herald, 17 March 2008
6. ↑  Michael Talbot, The Finale in Western Instrumental Music
7. 1 2  Anne Shaw Faulkner, What We Hear in Music
8. ↑  Raymond Tuttle, Notes to Decca recording

## 参考資料・外部リンク
- Ethan Mordden: A Guide to Orchestral Music
- David Ewen: Music for the Millions – The Encyclopedia of Musical Masterpieces
- Raymond Monelle: The Musical Topic
- https://imslp.org/wiki/Symphony_No.1_%27L%C3%A4ndliche_Hochzeit%27,_Op.26_(Goldmark,_Karl)